# Christian von Steven

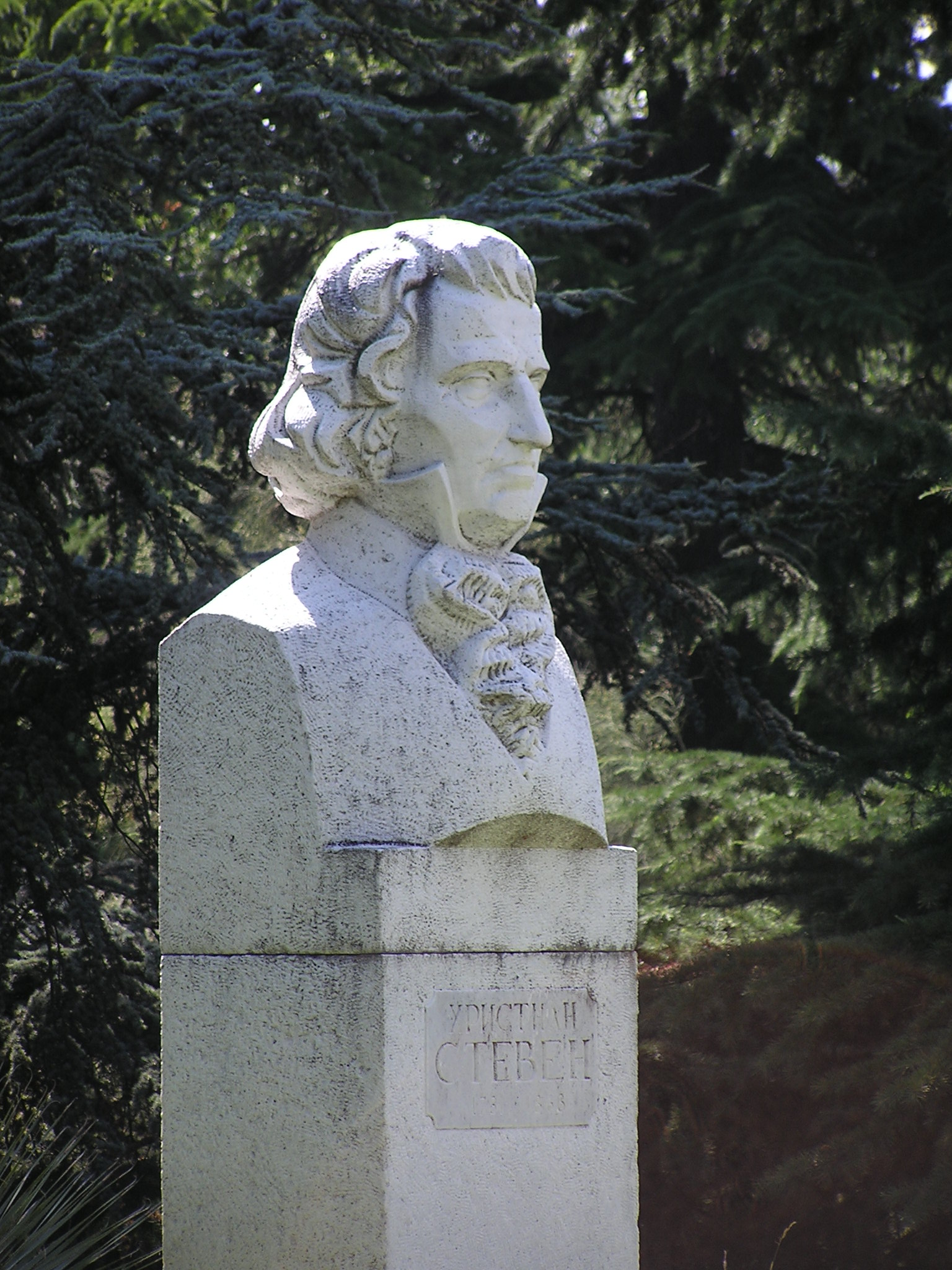
Christian von Steven.

Christian von Steven, född 30 januari 1781 i Fredrikshamn, död 30 april 1863 i Simferopol, var en finländsk-rysk ämbetsman och botaniker.
Steven blev medicine doktor i Sankt Petersburg 1799, var inspektör för silkesodlingen i Sydryssland från 1800, direktör för trädgården i Nikita på Krim, 1812-26 och jordbruksinspektör i Sydryssland 1840-50. Han blev filosofie hedersdoktor i Helsingfors 1840 och utnämndes till ryskt statsråd och hedersledamot vid alla ryska universitet. Under sina många resor fullföljde han botaniska undersökningar, särskilt i Kaukasien och på Krim. Han blev korresponderande ledamot av svenska Vetenskapsakademien 1815.
Auktorsnamnet Steven kan användas för Christian von Steven i samband med ett vetenskapligt namn inom botaniken; se Wikipediaartiklar som länkar till auktorsnamnet.